# Václav Morávek
Václav Morávek, ps. León, Mladý, Vojta, Ota, Procházka (ur. 8 sierpnia 1904 w Kolínie, zm. 21 marca 1942 w Pradze) – czechosłowacki wojskowy oraz organizator i jeden z przywódców antyniemieckiego ruchu oporu (trzej królowie), kapitan sztabowy pośmiertnie awansowany do generała brygady.

## Życiorys
Urodził się 8 sierpnia 1904 r. w Kolínie, był synem nauczyciela licealnego Josefa Morávka (1871–1921) i Jaroslavy z d. Muzikovej (1876–1966). W dzieciństwie był harcerzem i głęboko wierzącym ewangelikiem. Od 1915 r. uczył się w kolińskim gimnazjum, które ukończył w 1923 r. W tym samym roku wstąpił na ochotnika do pułku piechoty w Terezínie, prawdopodobnie z powodu długów, jakie pozostawił po sobie ojciec. W tym samym roku zaczął naukę w Akademii Wojskowej w Hranicach, a po jej ukończeniu w 1925 r., w stopniu porucznika artylerii, został skierowany do Ołomuńca, gdzie do 1931 r. służył na różnych stanowiskach w miejscowym pułku artylerii, m.in. jako dowódca baterii. Został mistrzem armii czechosłowackiej w strzelaniu z broni krótkiej.
W 1931 r. został skierowany na wyższy kurs jeździecki i do szkoły jeździectwa w Pardubicach. W 1933 r. wrócił do Ołomuńca i służył tam na różnych stanowiskach aż do niemieckiej okupacji, osiągając stopień kapitana sztabowego. Zdemobilizowany krótko po zajęciu kraju przez Niemców, podjął nieudaną próbę przekroczenia polskiej granicy pod Morawską Ostrawą, po czym wrócił do Kolina, gdzie podjął pracę w biurze zatrudnienia. Wraz z innymi oficerami byłej czechosłowackiej armii przystąpił do struktur organizacji Obrona Narodu; przydzielono go do sztabu dywizji w dowództwie okręgu morawskiego jako oficera wywiadu.
W Pradze poznał ppłk. Josefa Mašína i ppłk. Josefa Balabána; wraz z nimi stworzył grupę, która stała się jednym z symboli antyniemieckiego ruchu oporu – Niemcy nazywali ją Trzema Królami. Ich grupa zbierała informacje dot. funkcjonowania protektoratu, analizowała je i przesyłała za granicę, a także przeprowadziła szereg operacji dywersyjnych m.in. zamachy bombowe w niemieckim ministerstwie lotnictwa i komendzie policji w Berlinie. „Trzej królowie” usiłowali też bezskutecznie zabić Heinricha Himmlera. Od wiosny 1940 r. zmuszony był ukrywać się z powodu postępującego śledztwa Gestapo. Od lipca 1940 r. był łącznikiem czechosłowackiego agenta w Abwehrze Paula Thümmela, a pod koniec tego samego roku ustanowił, wraz z Mašínem, nowe kanały łączności radiowej z zagranicą. Jego działalność charakteryzowała się brawurą, m.in. regularnie dostarczał konspiracyjny magazyn V boj do siedziby praskiego Gestapo, a także założył się z kolegami, że poprosi na ulicy o ogień jednego z komisarzy Gestapo, zajmujących się zwalczaniem podziemia i wygrał zakład. 
Wiosną 1941 r. jego dwaj współtowarzysze zostali kolejno aresztowani, on sam zdołał jednak utrzymać łączność radiową z władzami emigracyjnymi i dalej prowadził Thümmela. Jesienią Gestapo wpadło na jego trop. W październiku aresztowano Thümmela za szpiegostwo, Morávek zdołał wówczas uniknąć aresztowania, podobnie jak w grudniu tego samego roku. Podczas akcji 20 grudnia 1941 r. agenci Gestapo wkroczyli do mieszkania, w którym się ukrywał. Mimo zaskoczenia (był w łóżku, nieubrany), zdołał postrzelić sześciu z dziewięciu gestapowców, ubrać się i uciec z mieszkania. Morávek został zabity w czasie strzelaniny z Gestapo 21 marca 1942 r., w trakcie ucieczki po próbie aresztowania.
W 1945 r. został pośmiertnie awansowany do stopnia podpułkownika artylerii. Na miejscu jego śmierci znajdował się niewielki pomnik, który w 2008 r. w związku z budową obwodnicy miejskiej przeniesiono na teren poligonu na Dejvicach. W 2014 r., w obecności szefa Sztabu Generalnego, odsłonięto na miejscu jego śmierci nowy pomnik autorstwa Klementa Valoucha. Jego imieniem nazwano także park w Pradze. W 2004 r. na budynku jego dawnej szkoły w Kolinie umieszczono tablicę pamiątkową autorstwa Michala Vitanovskýego. W 2005 r. prezydent Vaclav Klaus awansował go do stopnia generała brygady. Odznaczony pośmiertnie Krzyżem Wojennym Czechosłowackim 1939 i Orderem Milana Rastislava Štefánika II Klasy.